# 劉暢 (梁王)
劉暢（りゅう ちょう、生年不詳 - 98年）は、後漢の皇族。梁節王。

## 経歴
明帝と陰貴人のあいだの子として生まれた。72年（永平15年）、汝南王に封じられた。母の陰氏が明帝の寵愛を受けたため、劉暢は明帝に最も可愛がられ、汝南国の租税収入は諸国の倍あった。章帝が即位した後も、明帝の遺志を受けて、章帝による賞賜や恩寵は手厚いものがあった。79年（建初4年）、梁王に徙封された。陳留郡の鄢・寧陵と済陰郡の薄・単父・己氏・成武の合わせて6県が梁国に加増された。88年（章和2年）3月、劉暢は梁国に下向した。
劉暢は聡明ではあったが、地位の高さをたのんで驕慢であり、法を守らないことが多かった。劉暢は梁国に下向した後、しばしば悪夢を見るようになった。属官の卞忌が六甲中丁の神を使役することができ、夢占いを得意とすると称していたことから、劉暢はたびたびかれに卜筮させた。また劉暢の乳母の王礼らが鬼神の事を見ることができると述べたことから、劉暢はともに気を占い、鬼神を祭って福利を求めさせた。卞忌らは劉暢にこびへつらって、「王は天子たるべしと神がおっしゃった」と告げた。劉暢は喜んで、梁国の相に政権奪取を相談した。93年（永元5年）、豫州刺史と梁国の相が劉暢の企みを上奏した。劉暢は取り調べを受けたが、その言辞は反抗的であった。御史が劉暢を廷尉の詔獄に召し出すよう求めたが、和帝は許可しなかった。御史はさらに劉暢から梁国の封を削って、九真郡に徙封するよう求めたが、和帝は親族に重罰を加えるに忍びず、梁国から成武・単父の2県を削るにとどめた。劉暢は上疏して和帝に陳謝した。
98年（永元10年）2月戊寅、劉暢は死去した。諡は節王といった。

## 子女
- 劉堅（後嗣、梁恭王）

104年（永元16年）、劉堅の弟2人が郷侯・亭侯に封じられた。

## 伝記資料
- 『後漢書』巻50 列伝第40